# Субординация

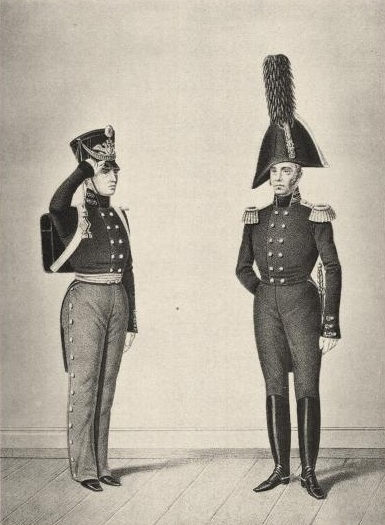
Обер-офицер и генерал гвардейской пешей артиллерии, Вооружённых сил Российской империи, 1808—1809 годов.

Субордина́ция (от лат. Subordinatio — «подчинение») — положение индивидуума в иерархической системе каких-либо отношений.

## История
Ранее, в России, субординацию определяли как воинскую подчинённость (то же, что и военная дисциплина) и послушанье. Субординация состояла в подчинении личной воли военнослужащего воле его начальника (командира) и выражалась в точном и неуклонном исполнении его приказов.
Русский фельдмаршал А. В. Суворов причислял субординацию к числу основных воинских добродетелей и указывал:

Субординация, экзерциция, дисциплина, чистота, здоровье, опрятность, бодрость, смелость, храбрость, победа. Слава, слава, слава!— А. В. Суворов
Содержание субординации — следование установленным правилам взаимоотношений между лицами разных иерархических ступеней общества. Соблюдение субординации обязательно для отношений подчинённый/начальник или же старший/младший.
В гвардии, армии, флоте, авиации, милиции, полиции, других военных и военизированных учреждениях правила субординации устанавливают порядок соблюдения определённых норм и традиций.